# Venanzio Nocchi
Venanzio Nocchi (Città di Castello, 27 aprile 1946 – Perugia, 6 luglio 2025) è stato un politico italiano.

## Biografia
Di professione insegnante, fu impegnato in politica inizialmente con il Partito Comunista Italiano. Fu sindaco di Città di Castello dal 1970 al 1980, rimanendo poi consigliere comunale fino al 1993.
Alle elezioni politiche del 1987 venne eletto senatore con il PCI; dopo la svolta della Bolognina aderì al Partito Democratico della Sinistra, con il quale venne confermato al Senato nel 1992. Concluse il proprio mandato parlamentare nel 1994.
Fu rieletto consigliere comunale a Città di Castello nel 2001 con i Democratici di Sinistra, restando in carica fino al 2006.